# ボフダーン (自動車)

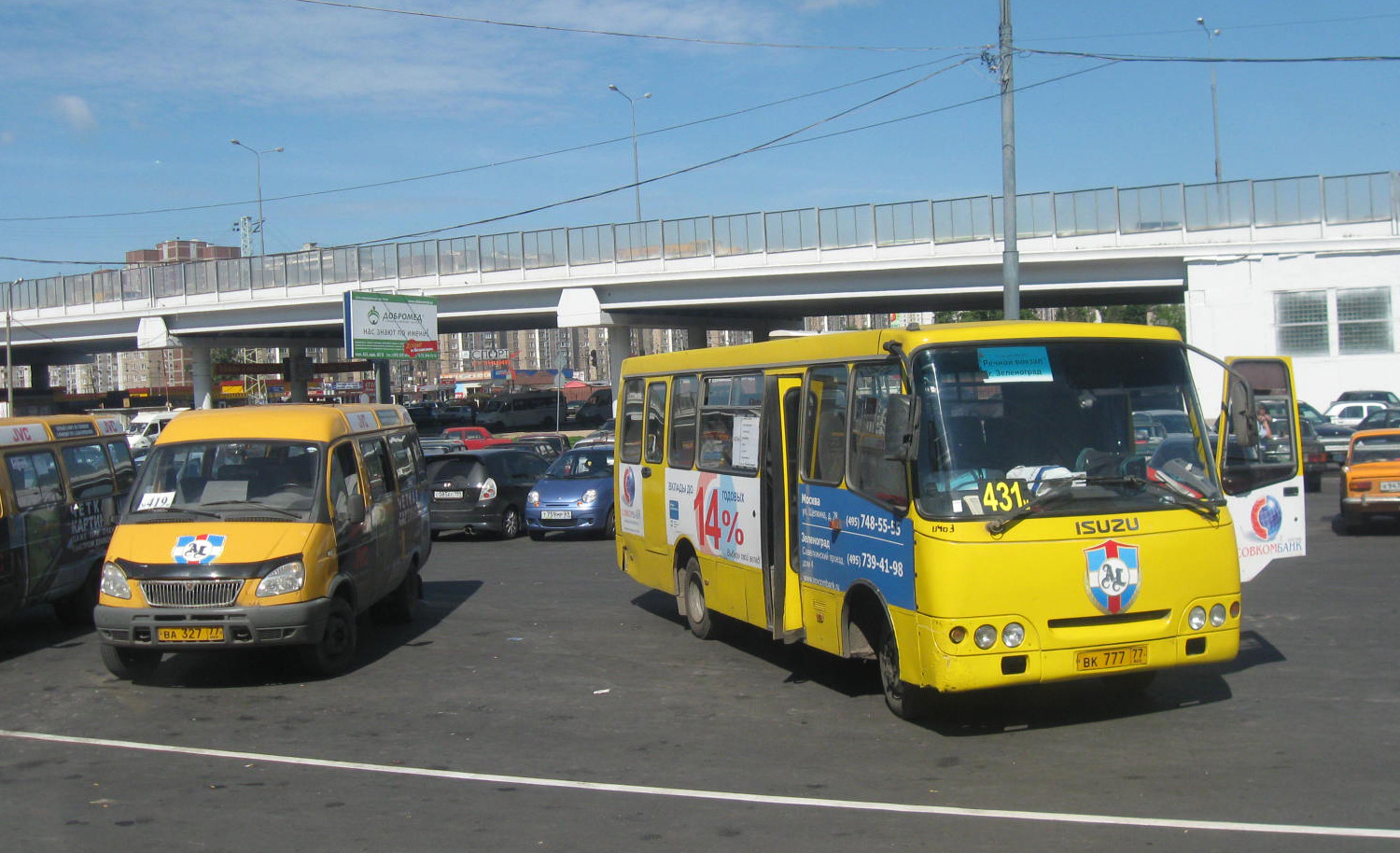
右側の車両がボフダーン。左側にある黄色のバスはロシア製のライバル車ガゼル

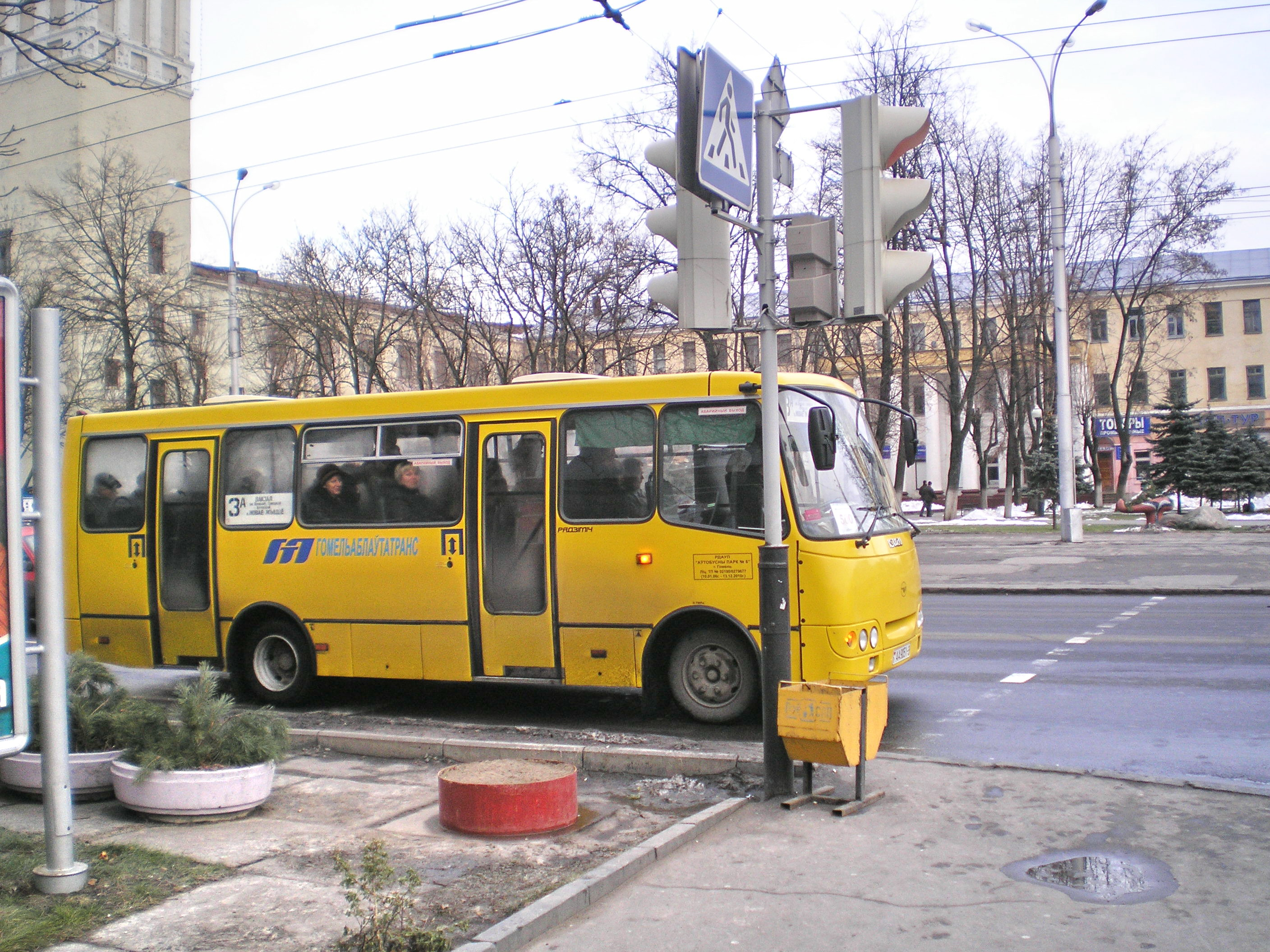
ベラルーシで生産されたほぼ同型のMAZ-256

ボフダーン(ウクライナ語:Богданボフダーン)は、ウクライナの自動車メーカーであるボフダーン社のブランド名である。このブランドではバスを販売している。

## 概要

### 開発
ウクライナへの進出を模索していたいすゞ自動車グループとの提携により、ボフダーン社はいすゞ製のエルフのプラットフォームを利用して小型バス・ボフダーンを開発・生産を行った。ボフダーンの販売は1999年に始められた。生産は、関連企業のチェルカースィ・バスで開始され、今後はルーツィク自動車工場での生産に移行する予定である。
販売台数は、初年度9台であったものが2003年度には1610台に達するという好調な成績を示し、2005年度には3123台が出荷された。さらに、2006年度は3500台が見込まれている。将来的には周辺諸国への輸出も含めて年間20000台規模の販売が目指されているが、ロシアのGAZ社が販売しているガゼルなどライバルも多い。 
また、2006年5月のいすゞウクライナの開設以降、ボフダーンの販売は同社が行うことになっている。
ボフダーンの販売はウクライナ国内で行われており、主として路線バスやマルシュルートカ(営業許可制の個人経営バス)で運用されている。鮮やかな黄色の塗装がなされていることが多い。車体が新しいこともあり、車内外ともによい状態に保たれているものが多い。

## 車種一覧

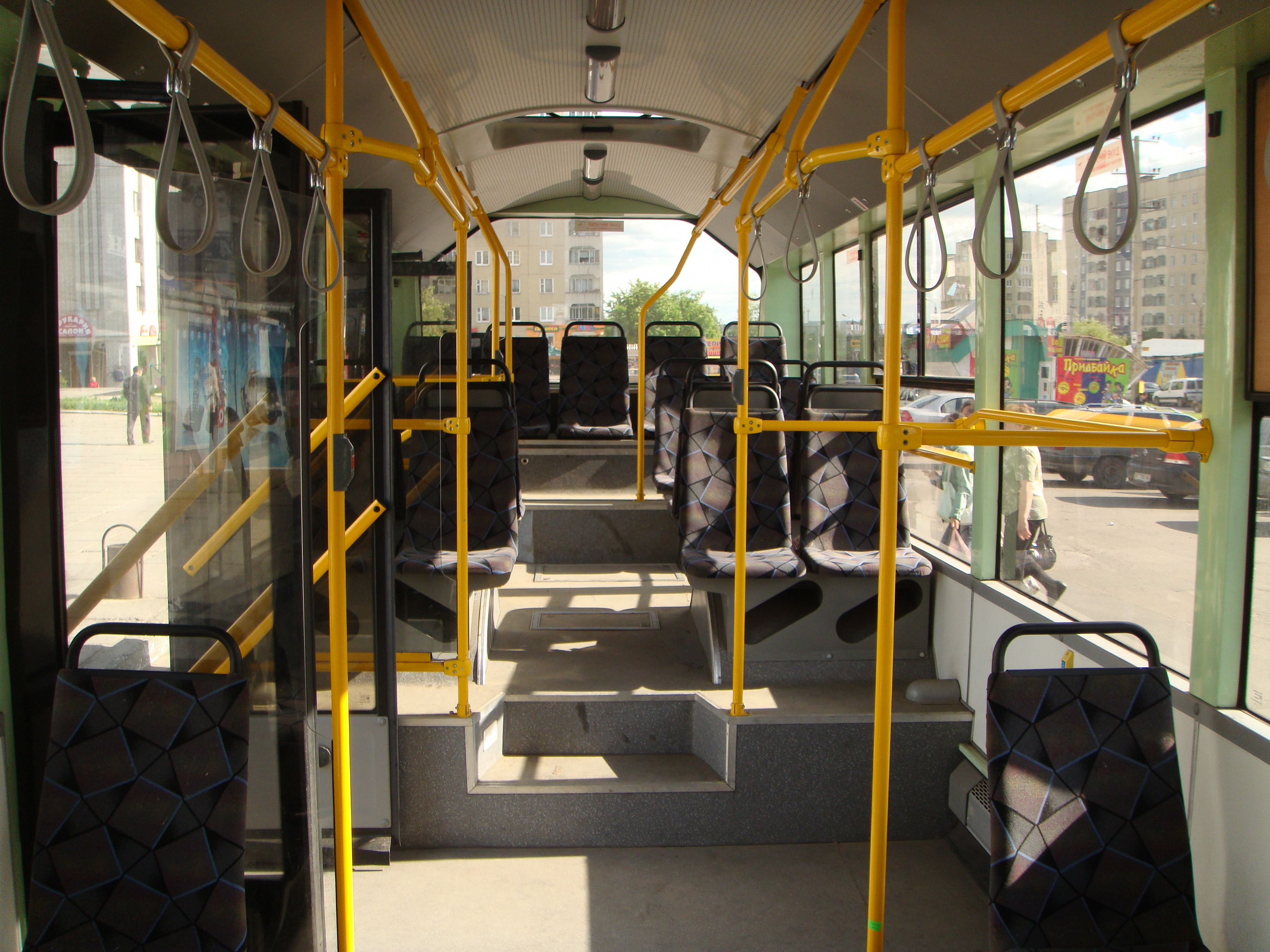
ボフダーン・A601 車内

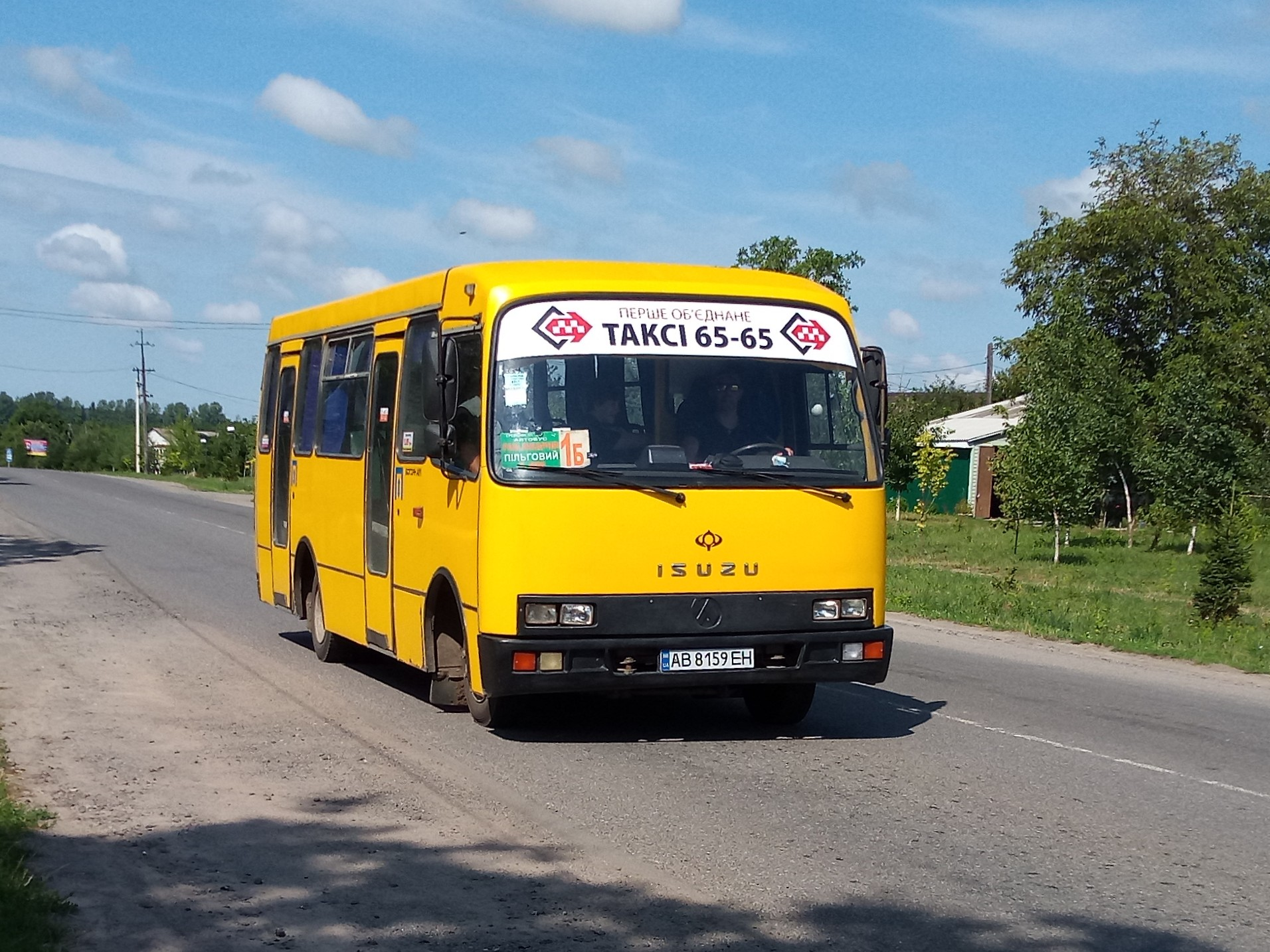
ボフダーン・A091

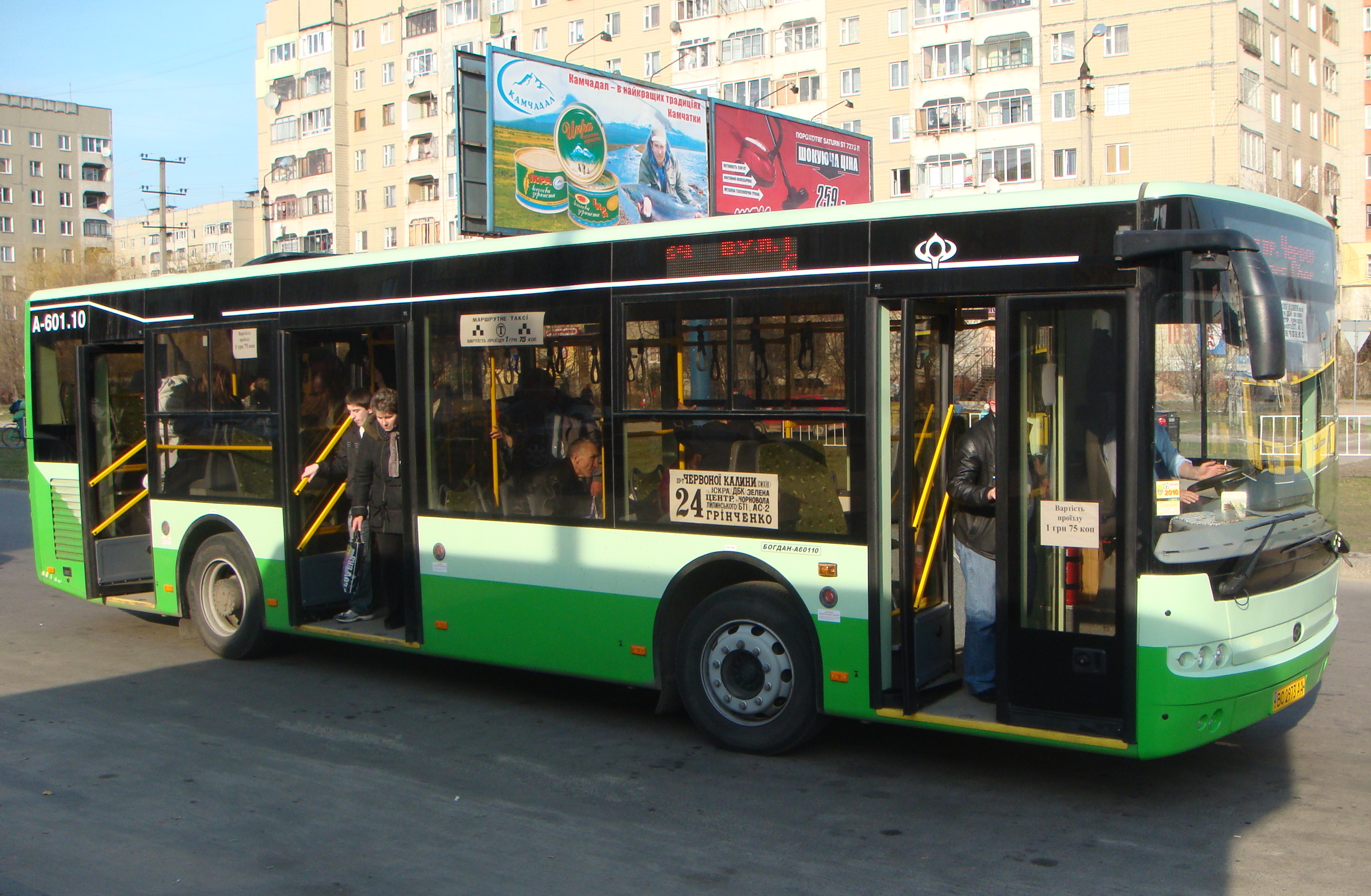
ボフダーン・A601

ボフダーン社の多くの車種は他社の車両をベースにしている。

### 量産モデル
- ボフダーン・A064（ベースはいすゞ車）
- ボフダーン・A067（ベースはフォトン車）
- ボフダーン・A069（ベースは現代車）
- ボフダーン・A049（ベースはGAZ車）
- ボフダーン・A091（ベースはいすゞ車）
- ボフダーン・A092（ベースはいすゞ車）
- ボフダーン・A201（ベースは現代車）
- ボフダーン・A301（ベースはいすゞ車）
- ボフダーン・A145（ベースはいすゞ車）
- ボフダーン・A14542
- ボフダーン・A144（ベースはいすゞ車）
- ボフダーン・A601
- ボフダーン・A701
- ボフダーン・A401（ベースはいすゞ車）
- ボフダーン・T601
- ボフダーン・T701
- ボフダーン・T901

### プロトタイプモデル
- ボフダーン・A062（ベースはいすゞ車）
- ボフダーン・A501（ベースはいすゞ車）
- ボフダーン・A601（ベースはいすゞ車）
- ボフダーン・A09280（ベースはいすゞ車）
- ボフダーン・A302
- ボフダーン・A231
- ボフダーン・A801
- ボフダーン・T501
- ボフダーン・E231
- ボフダーン・T801